# Miraflores 2.ª Sección (Zapotillo)
Miraflores 2.ª Sección (Zapotillo) es una localidad del municipio de Centro ubicado en la subregión centro del estado mexicano de Tabasco.

## Geografía
La localidad de Miraflores 2.ª Sección (Zapotillo) se sitúa en las coordenadas geográficas 17°53′37″N 92°46′42″O / 17.893611, -92.778333, a una elevación de 10 metros sobre el nivel del mar.

## Demografía
Según el Conteo de Población y Vivienda 2020, efectuado por el Instituto Nacional de Estadística y Geografía, la localidad de Miraflores 2.ª Sección (Zapotillo) tiene 24 habitantes, de los cuales 12 son del sexo masculino y 12 del sexo femenino. Su tasa de fecundidad es de 1.73 hijos por mujer y tiene 8 viviendas particulares habitadas.
| Gráfica de evolución demográfica de Miraflores 2.ª Sección (Zapotillo) entre 2000 y 2020 |
|                                                                                          |
| INEGI.                                                                                   |